# Hrvoje Jurina
Hrvoje Anin Jurina (ur. 14 kwietnia 1987 w Zagrzebiu) – chorwacki wioślarz.

## Osiągnięcia
- Mistrzostwa Świata Juniorów – Brandenburg 2005 – dwójka podwójna – 2. miejsce[1].
- Mistrzostwa Świata U-23 – Hazewinkel 2006 – ósemka – 8. miejsce[1].
- Mistrzostwa Świata – Monachium 2007 – czwórka podwójna – 17. miejsce[1].
- Mistrzostwa Europy – Poznań 2007 – dwójka podwójna – 2. miejsce[1].
- Mistrzostwa Europy – Ateny 2008 – czwórka podwójna  – 6. miejsce[1].
- Mistrzostwa Europy – Montemor-o-Velho 2010 – dwójka podwójna – 9. miejsce[1].